# Liga Peatonal
La Liga Peatonal es una asociación que se dedica a promover y defender los derechos de los peatones en México, así como la movilidad en el espacio público. Participaron, junto con otras organizaciones, en la redacción y revisión del nuevo Reglamento de Tránsito de la Ciudad de México.
Están conformados por varias organizaciones y colectivos ciudadanas de todo México que buscan incrementar el interés y la participación de la ciudadanía y exigen mejoras en la infraestructura peatonal, para lo cual organizan campañas de difusión en redes sociales y eventos, principalmente el Congreso Peatonal, una reunión anual a la cual atienden profesionales de la materia de México y países de habla hispana. 
La liga realiza cabildeo con autoridades para influir en políticas públicas orientadas a la movilidad y peatonalidad. Los miembros del consejo directivo de esta asociación civil son profesionistas y académicos que desde 2011 trabajan en temáticas relacionados al espacio público y la movilidad. 
En 2014, la Liga Peatonal redactó la Carta Mexicana de los Derechos del Peatón  y la presentó en siete ciudades del país. En dicha Carta plantean recomendaciones para el gobierno y la sociedad para privilegiar al peatón, “La carta también nos brinda la oportunidad de dar a conocer a la sociedad, la ruta de lo peatonal. No pedimos que desaparezca el automóvil pero sí que se entienda que el espacio urbano y las políticas de movilidad deben privilegiar al peatón” en palabras de Roberto Remes.
Ha mostrado sus posturas en medios de comunicación en su país a través de distintos recursos como notas informativas y columnas de opinión. Como ejemplo de esto crearon la sección "Zoon Peatón" en la publicación en línea, Animal Político.

## Congreso Peatonal
El Congreso Peatonal es un sitio de encuentro, aprendizaje y empoderamiento de las organizaciones peatonales del país, así como una ocasión para difundir y ampliar la visión de Liga Peatonal y posicionar de manera creativa la idea de que caminar debe ser una actividad de todos y no sólo de los convencidos de la movilidad sostenible. Han realizado diez eventos nacionales llamados Congreso Nacional Peatonal.
Objetivos:
- Lograr la atención de la ciudadanía para que pueda conocer y atender las problemáticas de movilidad y accesibilidad de su ciudad.
- Presentar ejemplos inspiradores en donde se muestre el poder de la participación ciudadana en la transformación de las ciudades.
- Involucrar a funcionarios responsables con los derechos relacionados con la ciudad para el desarrollo de proyectos y soluciones tácticas.
- Involucrar a académicos para compartir una visión más amplia sobre el desarrollo de urbes accesibles, equitativas y sostenibles.
- Generar e impulsar el arte como medio de transformación en la vida urbana para impulsar mejoras físicas de los espacios públicos.

### 1º Congreso Nacional de Peatones
Se realizó en Pachuca de Soto, Hidalgo, en mayo de 2014. Se hizo un diagnóstico de la situación de los peatones a nivel nacional; además, se realizaron charlas sobre movilidad, derechos e infraestructura peatonal y se llevó a cabo la peatonalización por algunas horas de la calle de Guerrero, una de las más comerciales de la ciudad y rodaron con niños y niñas, del Centros de Rehabilitación Infantil Teletón de Hidalgo, en silla de ruedas, para entender y demostrar las dificultades que una persona con discapacidad vive. En esta primera edición los distintos grupos integrantes de la liga se conocieron y establecieron una forma de organización conjunta.

### 2º Congreso Nacional de Peatones
Se realizó en el mes de mayo de 2015, en la ciudad de Cholula, Puebla. Se eligió esta ciudad por ser una ciudad intermedia entre lo rural y lo metropolitano, además, porque carece de infraestructura adecuada para los peatones. En este encuentro nacional se compartieron experiencias que ponen en práctica en otras ciudades para integrarlas a los planes locales, se abordaron temas como zonas 30 y visión cero, el cual tiene como objetivo llegar a cero muertes relacionadas con tránsito a través de programas viales y de mobiliario urbano.

### 3º Congreso Nacional de Peatones
Se realizó en el mes de mayo de 2016, en el barrio de La Merced en la Ciudad de México. Durante cinco intensos días, el evento reunió talleres, conferencias, paneles, exhibiciones, caminatas nocturnas y un “cebratón” para pintar señalizaciones peatonales. Se desarrollaron actividades en espacios emblemáticos como Plaza de la Aguilita, Casa Talavera, ATEA, Plaza de la Santísima y el Centro Cultural de España en México, entre otros.
Participaron activistas, colectivos ciudadanos, funcionarios públicos y profesionales de México y otros países de Latinoamérica, con ponentes de Colombia, Ecuador y Brasil es.wikipedia.org. Entre los asistentes destacados se encontraban: Cecilia Martínez, Paula Soto, Peatónito, Darío Hidalgo, Arturo Hernández "Supercívicos", Pablo Fernandez Christlieb, Laura Ballesteros, entre otros.
También hubo participación técnica con talleres sobre normatividad, auditorías de seguridad vial, peatonalización comunitaria, editatón colaborativa en Wikipedia y actividades para niños, incluyendo la presentación de la “Carta Mexicana de los Derechos del Peatón” ilustrada.

### 4º Congreso Nacional de Peatones
El 4º Congreso Nacional de Peatones tuvo lugar del 19 al 21 de mayo de 2017, en Monterrey, Nuevo León. El evento se consolidó como un espacio de encuentro para activistas, académicos, funcionarios y ciudadanos interesados en la movilidad peatonal que reunió a 465 asistentes comprometidos con la movilidad peatonal y el derecho a la ciudad.
El evento fue organizado por La Banqueta se Respeta, Caminando en Mi Barrio, Peatón, MOVAC y Más Libertad, Menos Barreras, con el apoyo de diversas organizaciones y fundaciones comprometidas con la movilidad sostenible, entre ellas GM Capital, CEMEX Capital Natural, Auto Traffic, Fundación Alfredo Harp Helú, Casa de la Ciudad, CONARTE, Cómo Vamos Nuevo León, Coworking Monterrey y Codeando México.
Bajo el lema «Ciudadanía Trabajando», este encuentro fomentó el diálogo y la acción colectiva para transformar las calles en espacios más accesibles, seguros y equitativos para todas las personas.

### 5º Congreso Nacional de Peatones
El 5to Congreso Peatonal tuvo lugar en la ciudad de Oaxaca de Juárez, Oaxaca, en el año 2018. Organizado por Liga Peatonal y Salvando Vidas Oaxaca A.C., este evento reunió a 236 asistentes interesados con la movilidad peatonal y el urbanismo sustentable.
A lo largo de tres jornadas, el congreso ofreció un programa compuesto por cuatro paneles de discusión y cinco conferencias magistrales a cargo de especialistas en movilidad y espacio público. Asimismo, se realizaron talleres prácticos, una proyección cinematográfica y tres intervenciones urbanas, todas ellas orientadas a impulsar la recuperación del espacio público en favor de las personas.
La realización del evento fue posible gracias al respaldo de múltiples instituciones y organizaciones, entre las que destacan Casa de la Ciudad, la Fundación Alfredo Harp Helú A.C., CEMEX, Blue Tape, Fundación Cinépolis, la Autoridad del Espacio Público de la Ciudad de México, así como los colectivos Transeúntes y Agusmarte.
Este congreso constituyó una plataforma clave para el intercambio de conocimientos y experiencias en torno a la movilidad peatonal, contribuyendo a la reflexión colectiva sobre la construcción de entornos urbanos más accesibles, seguros y centrados en las personas.

### 6º Congreso Nacional de Peatones
Se realizó en el mes de mayo de 2019, en Morelia, Michoacán.

### 7º Congreso Nacional de Peatones
Se realizó en el mes de mayo de 2021, en Culiacán, Sinaloa.

### 8º Congreso Nacional de Peatones
Se realizó en el mes de mayo de 2022, en Pachuca, Hidalgo.

### 9º Congreso Nacional de Peatones
Se realizó en el mes de septiembre de 2023, en Ensenada, Baja California.

### 10º Congreso Nacional de Personas Peatonas

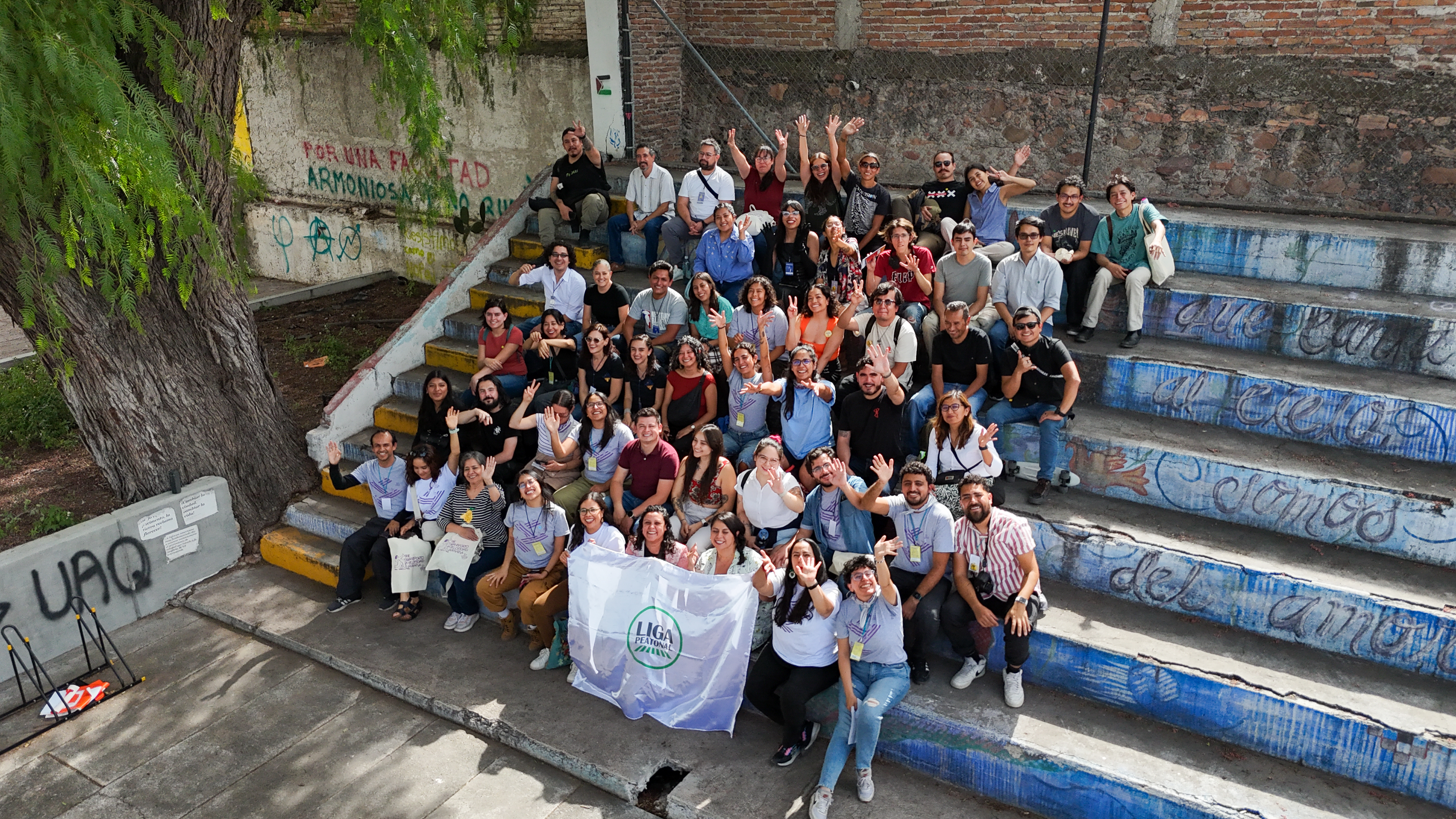
Foto grupal del Editatón en el Congreso Peatonal 2024

Bajo el lema "Creando Caminos", la décima edición del Congreso Peatonal se llevó a cabo del 2 al 5 de octubre de 2024 en Santiago de Querétaro, Querétaro, en conmemoración del Día Mundial del Hábitat. Esta ciudad fue elegida como sede debido al importante auge en la organización de colectivos de movilidad activa en la región. El evento tuvo como objetivo fomentar la participación ciudadana en el diálogo sobre una ciudad más sostenible, y contó con una variada agenda que incluyó 26 ponencias, 10 talleres, un editatón sobre movilidad sostenible y peatonalidad en colaboración con Wikimedia México, 5 caminatas por el espacio público, una instalación artística, la creación de un mural colaborativo y una intervención de urbanismo táctico con el apoyo de Estrategia Misión Cero. El evento fue organizado por las colectivas Ciudades con las Patas, Ciudad Justa, Saca la Bici, Pedaleanda, Netas Ciudadanas y Transeúntas.

## Publicaciones
Liga Peatonal también ha generado diversos documentos de consulta para impulsar la participación ciudadana, la consulta y experiencias significativas para el trabajo en campo.

### Cebrapedia
" Cebrapedia" es una guía práctica y colaborativa para la creación comunitaria de cruces peatonales (también llamadas “cebras ciudadanas”). Liderada por Aldo González y Hugo Moreno, con aportes de activistas como Freddy Moo y Carmen Rodríguez, entre otros, funciona como un manual paso a paso. Su primera edición de Cebrapedia fue lanzada en agosto de 2020.
En sus páginas se recogen aprendizajes, ejemplos visuales y herramientas metodológicas para identificar zonas de deseo peatonal y seleccionar cruces estratégicos., coordinar a la comunidad local: vecinos, autoridades, escuelas., realizar mediciones del cruce y diseñar un “cebra” personalizada., ejecutar la pinta: trazos, materiales, logística, seguridad. y documentar y difundir la intervención para generar incidencia pública.
Dirigida principalmente a activistas y colectivos de movilidad urbana, Cebrapedia también es útil para docentes, vecinos y funcionarios interesados en intervenciones tácticas y de alto impacto social. La guía busca incentivar la acción local para redistribuir el espacio urbano a favor de quienes caminan, mostrando que pintar un crucero puede transformarse en una estrategia de incidencia ciudadana y seguridad vial.

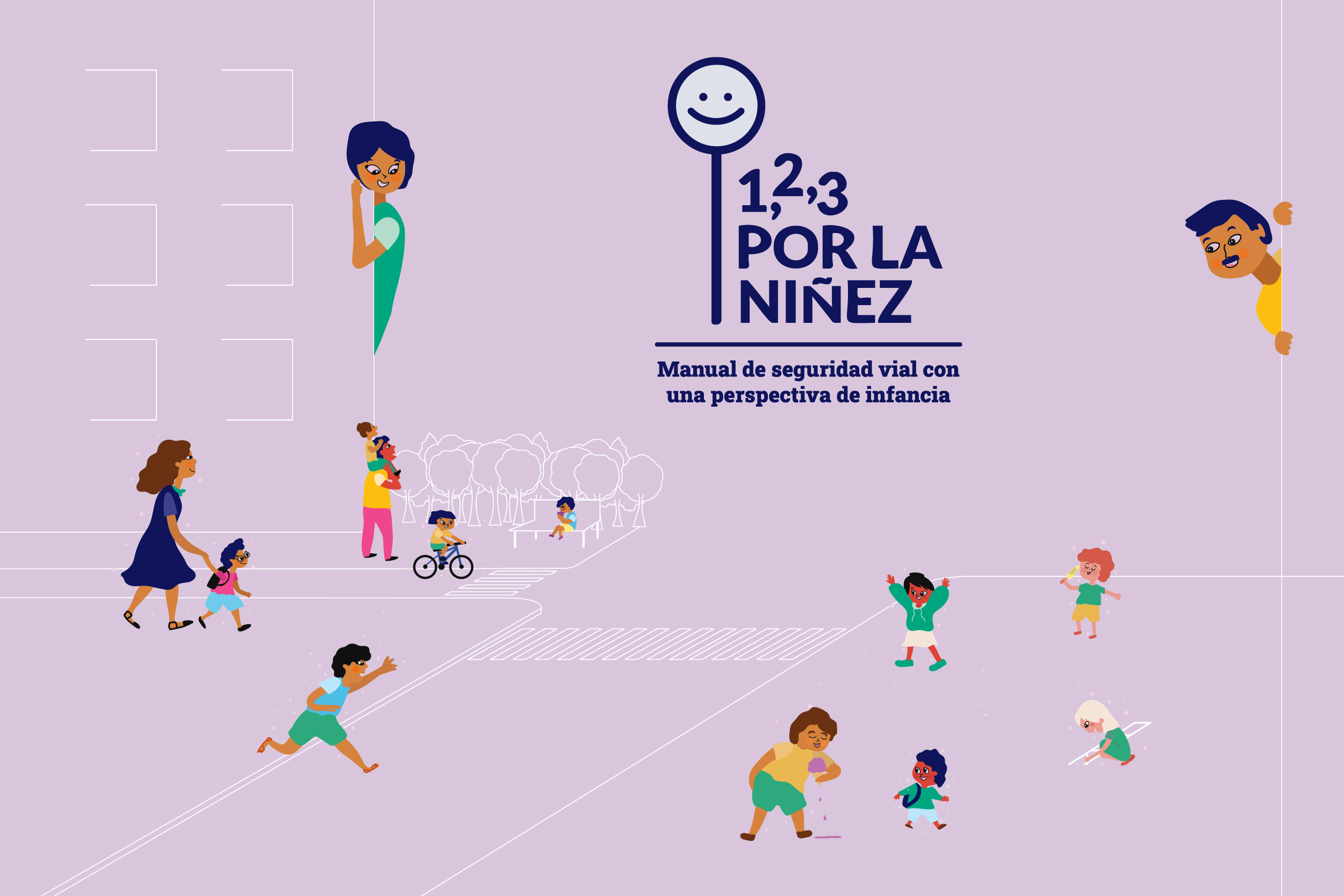
123 por la niñez

### 1,2,3 por la Niñez: Seguridad Vial con perspectiva de infancia
“1, 2, 3 por la niñez” es un manual práctico de seguridad vial con perspectiva infantil, escrito por Sergio Andrade‑Ochoa, Inés Alveano‑Aguerrebere y Francisco R. Pérez‑Fuentes, y editado por la Liga Peatonal. Se basa en una metodología de cocreación que incluye aportes de niñas y niños, activistas, ONG como Fondo Unido – United Way México, Fundación Grupo Andrade y voluntariado, para construir una herramienta usable por familias, escuelas y autoridades. 
El manual ofrece una visión integral de la seguridad vial —alineada con los cinco pilares de la OMS— y ayuda a reconocer los riesgos viales cotidianos; además, incluye ejemplos y actividades lúdicas y pedagógicas para que menores identifiquen peligros y participen activamente en mejorar su entorno. Su primera edición fue publicada en noviembre de 2020.